# Биста Милорада Петровића Сељанчице
Биста Милорада Петровића Сељанчице, чувеног младеновачког песника и учитеља, свечано је откривена 12. јула 2013. године у Градском парку у Младеновцу.
Биста је постављена захваљујући ангажовању градске општине Младеновац и иницијативи и донацијама Срба из Канаде, као и ангажману појединаца и фирми из Младеновац. Аутор бисте Милорада Петровића Сељанчице је Зоран Кузмановић, професор Факултета ликовних уметности у Београду.